# Ђироне (Авелино)
Ђироне је насеље у Италији у округу Авелино, региону Кампанија.
Према процени из 2011. у насељу је живело 90 становника. Насеље се налази на надморској висини од 291 м.